# Лихновы (гмина)
Лихновы (пол. Lichnowy) — сельская гмина (волость) в Польше, входит как административная единица в Мальбурский повет, Поморское воеводство. Население — 4591 человек (на 2004 год).

## Демография
| Перепись                       | Всего   | Всего | Женщины | Женщины | Мужчины | Мужчины |
| ------------------------------ | ------- | ----- | ------- | ------- | ------- | ------- |
| Единицы                        | человек | %     | человек | %       | человек | %       |
| Население                      | 4591    | 100   | 2347    | 51,1    | 2244    | 48,9    |
| Плотность населения (чел./км²) | 51,8    | 51,8  | 26,5    | 26,5    | 25,3    | 25,3    |

## Соседние гмины
1. Гмина Мальборк
2. Гмина Милорадз
3. Гмина Новы-Став
4. Гмина Осташево
5. Гмина Сухы-Домб
6. Гмина Тчев
7. Тчев